# Samnak-dong
Samnak-dong (koreanska: 삼락동) är en stadsdel i staden Busan i den sydöstra delen av Sydkorea, 300 km sydost om huvudstaden Seoul. Den ligger i stadsdistriktet Sasang-gu.